# Algiers

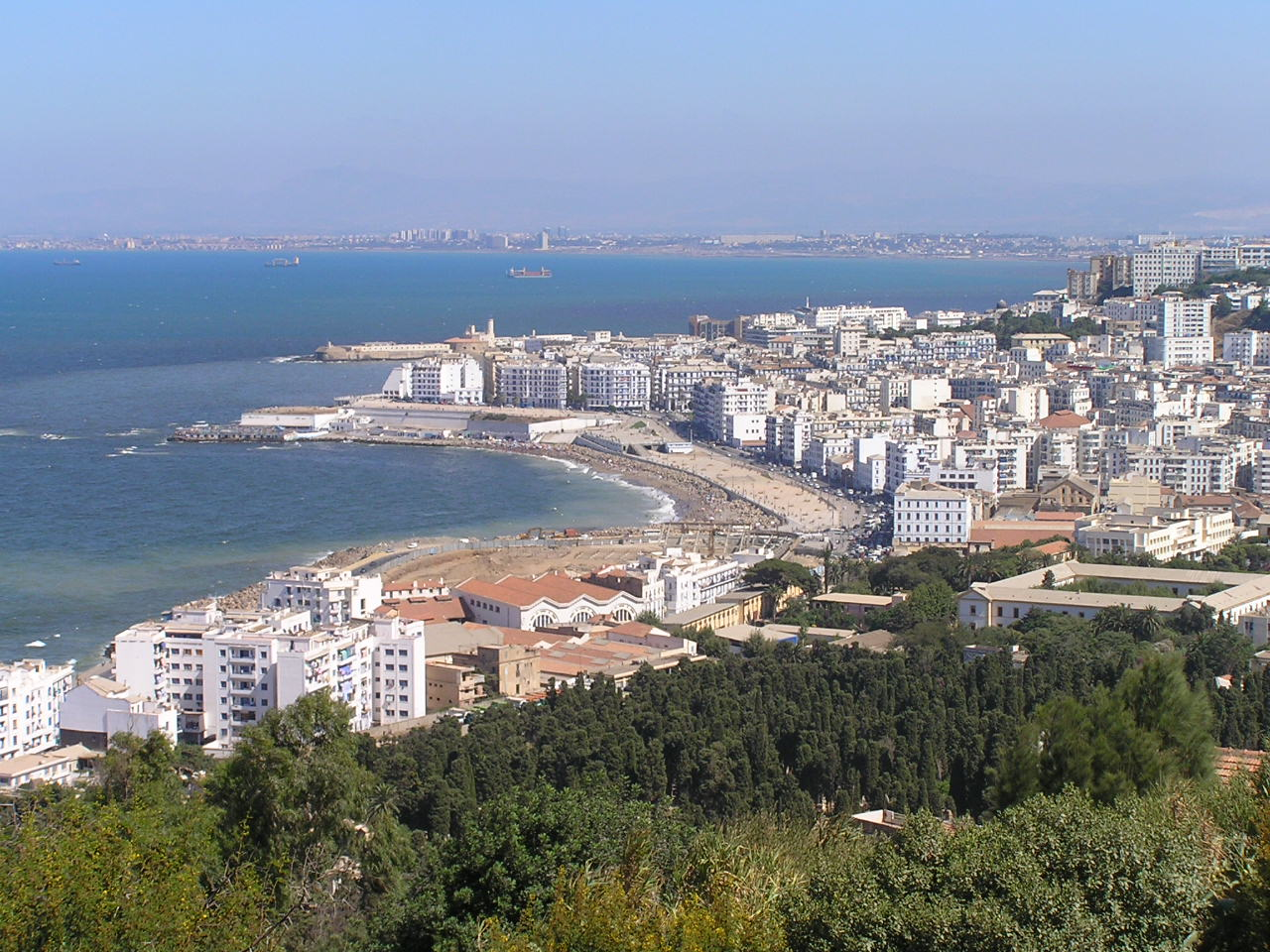
De kust van Algiers

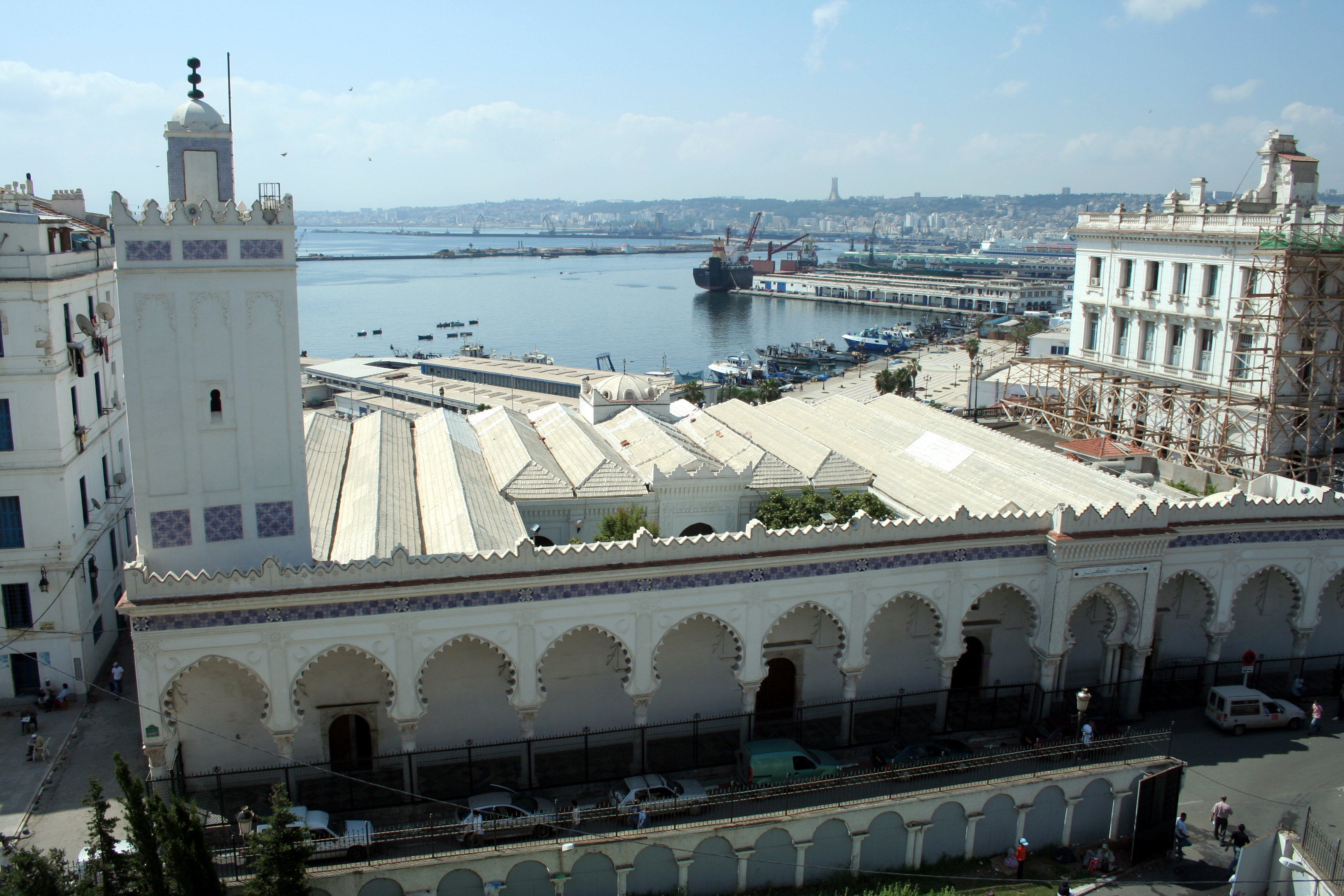
De Grote Moskee

Algiers (Frans: Alger, Arabisch: الجزائر Jezairi, letterlijk: de eilanden) is de hoofdstad en de grootste stad van het Noord-Afrikaanse land Algerije. De stad is in 944 gesticht door Buluggin ibn Ziri, zoon van de stichter van de Ziriden-dynastie. Ze is gesitueerd aan de westkant van een baai aan de Middellandse Zee, waaraan ze haar naam heeft te danken. De stad is gebouwd op de flanken van het gebied in Algerije dat Sahel heet, een rij heuvels die parallel aan de kust ligt. Algiers telde 2.481.788 inwoners bij de laatste volkstelling van 2008. In de agglomeratie woonden toen 7.796.923 mensen. Ongeveer de helft van de bevolking heeft een oorsprong in het nabijgelegen Kabylië.
De stad heeft een zeehaven en een belangrijke textiel- en leerindustrie. Ze is daarnaast vooral een universiteitsstad. Algiers bestaat uit twee delen: een modern deel, op een vlak gebied aan de zeekust gebouwd en de oude stad die tegen de steile heuvels is gelegen en onder andere uit de kasba of citadel bestaat. Deze kasba staat sinds 1992 op de Werelderfgoedlijst van UNESCO.

## Geschiedenis

### Eerste stad Icosium/Ikosim
De stad, vroeger genaamd Icosium door de Romeinen, was een Fenicische handelspost van voor de vierde eeuw voor christus. De stad maakte later deel uit van het Carthaagse Rijk. In 202 BC kwam de stad onder de Romeinse invloed. De stad bleef deel uitmaken van het Romeinse Rijk tot 429 AD toen de Vandalen de stad plunderden. Met een verdrag tussen de Romeinen en de Vandalen kwam de stad vanaf 442 AD weer onder Romeinse invloed. Na de overname in het begin van de zesde eeuw door de Berberstammen, werd 533 AD werd de stad heroverd door het Byzantijnse rijk.

### Tweede stad
De moslims veroverden Algiers In 700 AD op de Berberstammen. Tegen die tijd was er van de stad weinig overgebleven dan ruïnes. De Berbers bleven zich verzetten tegen de verschillende Islamistische kalifaten. De emir Bologhine ibn Ziri van de Zirides dynastie bouwde de stad Algiers op de ruïnes van de oude stad Icosium. In 960 noemde hij de nieuwe stad «El Djazair Beni Mezghenna». In 1097 werd de Grote moskee gebouwd onder het bewind van de Emir Ali ibn Yusuf. In 1151 AD veroverde Abd al-Mu'min ibn Ali Algiers. Hiermee begon de Berberse Almohaden dynastie. Na het verval van de Almohaden in de Magreb kuststreek in 1236 maakte de stad deel uit van het koninkrijk van Tlemcem onder het bestuur van de Zianiden dynastie.
Met de Spaanse verovering van Grenada in 1492 ontving de stad veel Joodse en islamitische vluchtelingen uit Spanje. In 1510 veroverden de Spanjaarden de stad Algiers en bouwden het fort ´el Peñón de Argel´ op een eiland van de baai van Algiers. In 1516 riepen de inwoners de hulp in van de Turkse zeerover ´Arudj Barberousse´ om de stad te bevrijden van de Spanjaarden. Dit lukte, maar de Spanjaarden bleven in het bezit van het fort tot 1520. De Spanjaarden werden definitief verjaagd met de hulp van de Ottomanen. Dat was het begin van Barbarijse provincie van Algiers, die een grote onafhankelijkheid genoot binnen het Ottomaanse Rijk. De stad werd een uitvalbasis voor kapers. Ook Nederlandse kapers hebben Algiers als uitvalbasis tegen Spanje gebruikt tot 1609. Veel Europese landen betaalden losgeld om hun schepen vrij te kopen en/of afkoopgeld om hun schepen te vrijwaren van kaperij. De stad werd wegens de kaperij diverse keren aangevallen door de Europese marines/schepen:
- In 1541 door het Habsburgse rijk onder Keizer Karel V (een grote nederlaag)[16]
- In 1682 werd de stad gebombardeerd door de Fransen
- In 1816 werd na de Tweede Barbarijse Oorlog[17] de stad gebombardeerd door een strafexpeditie van Engelse en Nederlandse schepen.

In 1805, 1815 en 1830 vonden in de stad pogroms plaats, gericht tegen de Joodse gemeenschap.

### Moderne tijd
Na een driejarige blokkade in het kader van een Frans Ottomaanse oorlog stuurde Frankrijk in 1830 een expeditieleger naar Algiers als een strafexpeditie, maar de Fransen zijn gebleven en hebben Algerije onder koloniaal bewind geplaatst. Met de kolonisatie werd de stad voor de Eerste Wereldoorlog hoofdzakelijk bewoond door Europeanen. Na de Eerste Wereldoorlog kwamen veel plattelandsbewoners naar de stad en was er een grote inheemse bevolkingsgroei waardoor de Europeanen weer een minderheid werden. De Franse inwoners beschouwden Algerije niet als een kolonie maar als een land dat integraal deel uitmaakte van Frankrijk. De Algerijnse stad werd dan ook zoveel mogelijk als een Franse stad ingericht. Initieel werden veel Arabische wijken met nauwe straten gesloopt en herbouwd om ruimte te geven aan voertuigen. Gaande weg is er meer respect gekomen voor de Arabische cultuur en werden meer oorspronkelijke gebouwen bewaard. De Fransen vestigden zich hoofdzakelijk in de buitenwijken.
De spoorwegmaatschappij `Chemins de fer sur routes d'Algérie` (CFRA) bouwde en exploiteerde vanaf 1894 een metersporig lokaalspoornet in en rond Algiers. Later werden deze lijnen geëlektrificeerd. De laatste van deze spoor/tramlijnen sloot in 1958. Naast dit streekspoornet werd vanaf 1896 een elektrisch tramnet op 1055 mm spoorwijdte geëxploiteerd door de `Société des tramways algériens` (TA) . De laatste trams reden tot 1960, wanneer tijdens een oproer de trams werden ingerukt en nooit meer terugkwamen.
Na de Franse capitulatie kwam Algerije onder het gezag van de Franse Vichy vazalstaat. Op 8 november 1942 kwam door middel van een Amerikaanse invasie en met hulp van de Franse weerstand, Algiers in handen van de geallieerden onder de operatie Torch. Dit verliep zonder veel bloedvergieten en het Frans koloniaal leger sloot zich aan bij de geallieerden en de Franse regering in ballingschap. Algiers wordt het geallieerde hoofdkwartier in Noord-Afrika. De ´Comité français de Libération nationale´ wordt opgericht in juni 1943, een voorlopige Franse regering. In november trad de ´Assemblée consultative provisoire´, een voorlopig parlement in functie. In een wet over de organisatie van de staat na de bevrijding, die op 21 april 1944 wordt bekrachtigd, wordt het vrouwenkiesrecht geregeld. (Er waren al wetten hiervoor aangenomen maar die sneuvelden telkens bij de Franse senaat). Op 3 juni 1944 hernoemde de Franse regering in ballingschap zich ´Gouvernement provisoire de la République française´ en verhuisde van Algiers naar Parijs zodra deze laatste bevrijd werd.
Tijdens de burgeroorlog werd in Algiers in 1956 de ´Zone autonome d'Alger´ uitgeroepen. Eind 1957 kwamen 10.000 Franse paracommando-troepen de stad bezetten om het verzet te breken, de slag om Algiers. Deze wordt gewonnen door het Franse leger, maar wel met grote morele schade door het gebruik van martelingen en andere repressieve methodes die ook in Frankrijk verzet opwierpen. Na een volksraadpleging voor de onafhankelijkheid werd er tijdens de nacht van 21 op 22 april 1961 in Algiers een mislukte staatsgreep gepleegd door Franse militairen die Algerije Frans wilden houden. Op 5 juli 1962 werd Algerije onafhankelijk. Het gevolg was dat ongeveer 350.000 personen van Europese en joodse origine de stad verlieten en emigreerden naar Frankrijk. De banden met Frankrijk blijven sterk.

## Transport

### Openbaar vervoer

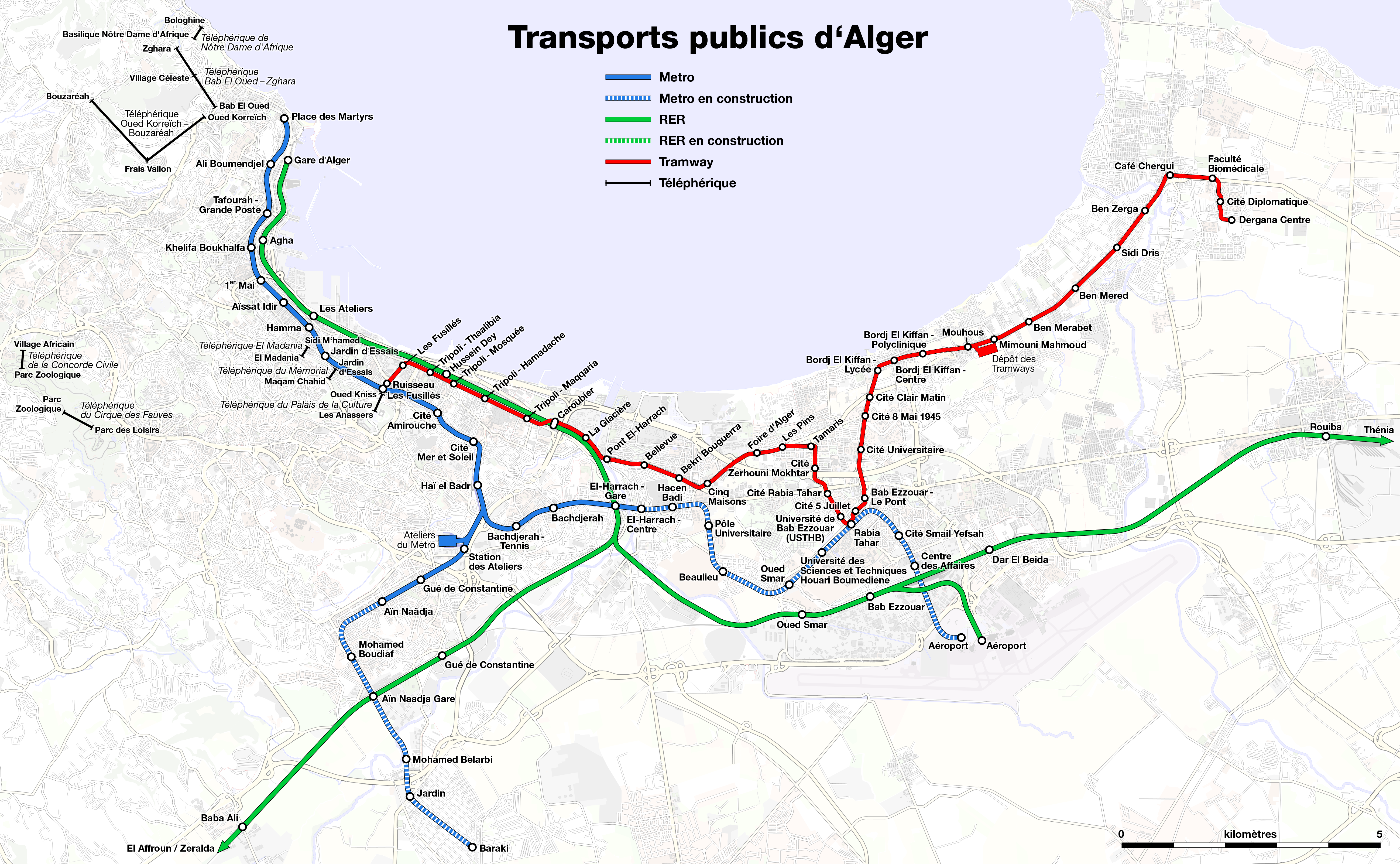
Tram, metro en trein in Algiers

De stad heeft als railinfrastructuur twee spoorlijnen, een metro en een tramlijn. De eerste spoorlijn in Algerije is geopend op 8 september 1862 van Algiers tot Blida naar het westen. De spoorlijn van Algiers naar Constantine naar het oosten werd geopend in 1886. Zowel de west- als de oostspoorlijn komen samen in El Harrach voor het gezamenlijk traject naar het kopstation in het centrum van de stad. Er rijden voorstadstreinen tot Baba Ali (westlijn) en Reghaìa (oostlijn). De eerste sectie van de metrolijn tussen Tafourah - Grande Poste en Haï El Badr	is geopend op 31 oktober 2011. Op 4 juli 2015 werd de metrolijn verlengd van Hai El Badr tot El Harrach Centre. De metrolijn heeft 14 stations en is 11,6 km lang en rijdt automatisch hoewel er nog een bestuurder aanwezig is. De metro wordt nog verder verlengd naar de luchthaven en naar de oude stad. Op 8 mei 2011 werd de eerste sectie van een moderne tramlijn geopend van Bordj el Kiffan tot Cité Mokhtar Zerhouni. Na twee verlengingen rijdt de tram van Dergana tot Les Fusillés waar er aansluiting is op de metro. De tram rijdt op een vrije baan.

## Sport
Algiers heeft vijf clubs die meestal in de hoogste klasse spelen en ook allen al landskampioen werden: CR Belouizdad, MC Alger, NA Hussein Dey, USM Alger en USM El Harrach. Ook RC Kouba werd landskampioen, maar deze club speelde in 2009 voor het laatst in de hoogste klasse.

## Bezienswaardigheden
- De Kasba van Algiers
- De regeringsgebouwen, voorheen het Britse consulaat
- De paleizen van de gouverneur-generaal en de aartsbisschop, die allemaal Moorse gebouwen zijn
- De Grote en de Nieuwe moskee.[26]
- De katholieke Basiliek van Algiers
- De voormalige kathedraal van H. Filippus, gebouwd rond 1893, thans een moskee
- De anglicaanse kerk van de Heilige Drie-eenheid
- De Nationale Bibliotheek van Algiers, Bibliothèque Nationale d'Alger, een Turks paleis dat in 1799 en 1800 is gebouwd

## Klimaat
Algiers heeft een mediterraan klimaat met lange, warme en droge zomers en relatief koele, natte winters.
| Maand                                                          | jan | feb | mrt | apr | mei | jun | jul | aug | sep | okt | nov | dec | Jaar |
| -------------------------------------------------------------- | --- | --- | --- | --- | --- | --- | --- | --- | --- | --- | --- | --- | ---- |
| Gemiddeld maximum (°C)                                         | 17  | 17  | 19  | 21  | 24  | 28  | 31  | 32  | 30  | 26  | 21  | 18  | 23,7 |
| Gemiddeld minimum (°C)                                         | 6   | 6   | 7   | 9   | 12  | 16  | 19  | 20  | 18  | 14  | 10  | 7   | 11,9 |
|                                                                |     |     |     |     |     |     |     |     |     |     |     |     |      |
| Neerslag (mm)                                                  | 81  | 73  | 55  | 58  | 42  | 9   | 5   | 8   | 28  | 59  | 90  | 91  | 599  |
| Bron: (en) Worldweather.org. Gearchiveerd op 29 augustus 2017. |     |     |     |     |     |     |     |     |     |     |     |     |      |

## Zustersteden
| - Amsterdam, Nederland - Barcelona, Spanje - Peking, Volksrepubliek China - Berlijn, Duitsland - Bordeaux, Frankrijk - Caïro, Egypte - Casablanca, Marokko - Dakar, Senegal - Dubai, Verenigde Arabische Emiraten - Genève, Zwitserland - Londen, Verenigd Koninkrijk | - Montréal, Canada - Moskou, Rusland - Parijs, Frankrijk - Rome, Italië - Santiago, Chili - São Paulo, Brazilië - Shanghai, Volksrepubliek China - Tripoli, Libië - Tunis, Tunesië - Washington D.C., Verenigde Staten |

## Geboren in Algiers
- Édouard-Henri Avril (1843–1928), erotisch illustrator
- Lucien Lévy-Dhurmer (1865–1953), schilder, beeldhouwer en ceramist (symbolisme)
- Julien Bertheau (1910–1995), acteur
- Roger Hanin (1925–2015), acteur en filmregisseur
- Martial Solal (1927–2024), jazzpianist, componist en dirigent
- Marie Cardinal (1928–2001), schrijfster
- Marcel Molinès (1928–2011), Algerijns wielrenner
- Joseph Bernardo (1929–2023), Frans zwemmer
- Françoise Fabian (1933), actrice
- Guy Bedos (1934–2020), acteur, humorist en music-hallartist
- Albertine Sarrazin (1937–1967), schrijfster
- Pierre Claverie (1938–1996), Algerijns bisschop
- Thelma Schoonmaker (1940), Amerikaans filmeditor
- Marlène Jobert (1943), actrice
- Jacques Attali (1943), ambtenaar, econoom en schrijver
- Alexandre Arcady (1947), filmregisseur
- Daniel Auteuil (1950), acteur
- Daniel Mesguich (1952), acteur
- Djamel Zidane (1955), voetballer

### Na de Algerijnse onafhankelijkheid
- Nouria Mérah-Benida (1970), Algerijns atlete, won goud op de Olympische Spelen
- Rafik Saïfi (1975), Algerijns voetballer
- Djabir Saïd-Guerni (1977), middellangeafstandsloper
- Shirine Boutella (1990), actrice

## Overleden
- Jean Geiser (1848-1923), Zwitsers fotograaf